# Eusthenopteron
Eusthenopteron is een geslacht van uitgestorven Sarcopterygii (vaak lobvinnigen genoemd) dat een iconische status heeft verkregen door zijn nauwe verwantschappen met viervoeters. De naam is afgeleid van twee Griekse stengels - eustheno- 'kracht' en -pteron 'vleugel' en dus 'sterk ontwikkelde vinnen'. Vroege afbeeldingen van dit dier laten zien dat het het land opkomt. Paleontologen zijn het er nu echter over eens dat het een strikt waterdier was. Het geslacht Eusthenopteron is bekend van verschillende soorten die leefden tijdens het Laat-Devoon, ongeveer 385 miljoen jaar geleden. Eusthenopteron werd voor het eerst beschreven door J. F. Whiteaves in 1881, als onderdeel van een grote verzameling vissen uit Miguasha in Quebec. Ongeveer 2.000 Eusthenopteron-exemplaren zijn verzameld van Miguasha, waarvan er één het onderwerp was van een intensieve studie en verschillende artikelen van de jaren 1940 tot de jaren 1990 door paleoichthyoloog Erik Jarvik.

## Kenmerken
Anatomisch gezien heeft Eusthenopteron veel unieke kenmerken gemeen met de vroegst bekende tetrapoden. Het deelt een soortgelijk patroon van schedeldakbeenderen met vormen als Ichthyostega en Acanthostega. Eusthenopteron had, net als andere tetrapodomorfe vissen, interne neusgaten (of een choana) die een van de bepalende eigenschappen van tetrapodomorfen zijn (inclusief tetrapoden). Het had ook labyrinthodonte tanden, gekenmerkt door ingeklapt email, dat ook alle vroegst bekende tetrapoden kenmerkt. Net als andere visachtige Sarcopterygii, bezat Eusthenopteron een tweedelige schedel, die halverwege scharnierde langs een intracraniaal gewricht. De bekendheid van Eusthenopteron komt van het patroon van zijn vin-endoskelet, dat een duidelijk opperarmbeen, ellepijp en spaakbeen (in de voorvinnen) en dijbeen, scheenbeen en kuitbeen (in de bekkenvin) draagt. Deze appendiculaire lange botten hadden epifysaire groeischijven die een substantiële longitudinale groei door endochondrale ossificatie mogelijk maakten, zoals in tetrapode lange botten. Deze zes appendiculaire botten komen ook voor bij tetrapoden en zijn een synapomorfie van een grote clade van Sarcopterygii, mogelijk Tetrapodomorpha (het opperarmbeen en het dijbeen zijn aanwezig bij alle Sarcoptergyii). Evenzo missen de elasmoïde schubben oppervlakkige odontoden, bestaande uit dentine en glazuur; dit verlies lijkt een synapomorfie met meer kroonwaartse tetrapodomorfen.
Het vroegst bekende versteende bewijs van beenmerg is gevonden in Eusthenopteron, wat de oorsprong kan zijn van beenmerg bij tetrapoden. Eusthenopteron verschilt aanzienlijk van sommige latere tetrapoden uit het Carboon in de schijnbare afwezigheid van een erkend larvenstadium en een definitieve metamorfose. In zelfs het kleinste bekende exemplaar van Eusthenopteron foordi (op negenentwintig millimeter), bedekken de lepidotrichia alle vinnen, wat niet gebeurt tot na metamorfose in geslachten als Polyodon. Dit kan erop duiden dat Eusthenopteron zich direct ontwikkelde, waarbij de jongen al de algemene lichaamsvorm van de volwassene bereikte (Cote et al., 2002).

## Vondsten
Vondsten zijn gedaan in Europa (Schotland en de voormalige Sovjet-Unie), en Noord-Amerika (Canada).

## Soort
- Eusthenopteron foordi Whiteaves 1881

Rijk: Animalia · Phylum/Afdeling: Chordata · Klasse: Sarcopterygii · Subklasse: Tetrapodomorpha · Superorde: Osteolepidida